# Chickatawbut Observation Tower
 (février 2020).
La Chickatawbut Observation Tower est une tour d'observation américaine située à Quincy, au Massachusetts. Construite par le Civilian Conservation Corps dans les années 1930, elle est inscrite au Registre national des lieux historiques depuis le 25 septembre 1980.